# Vincent Thill
Vincent Тhill (ur. 4 lutego 2000) – luksemburski piłkarz, grający na pozycji pomocnika. Od 2018 roku jest zawodnikiem Pau, w którym przebywa na wypożyczeniu z Metz oraz w reprezentacji Luksemburga. Jest młodszym bratem innego reprezentanta kraju Sébastiena Тhilla.

## Kariera klubowa
Тhill rozpoczął karierę w klubie CS Fola, a następnie przeszedł do Progresu Niederkorn, gdzie spędził kolejne 6 miesięcy.
W 2012 roku został zawodnikiem Metz. Dnia 26 maja 2016 roku podpisał swój pierwszy profesjonalny kontrakt. Debiut w pierwszej drużynie nastąpił 21 września 2016 roku, w przegranym 0-3 meczu z Bordeaux. Тhill stał się pierwszym graczem, urodzonym w 2000 roku, który pojawił się na boisku w meczu Ligue 1.
W sierpniu 2018 roku na zasadzie wypożyczenia, Thill dołączył do Pau na sezon 2018-19.

## Międzynarodowa kariera
Тhill został również najmłodszym w historii reprezentantem Luksemburga, po tym jak zadebiutował 25 marca 2016, w przegranym 3-0 meczu z Bośnią i Hercegowiną. Dwa miesiące później strzelił bramkę Nigerii w przegranym 3-1 meczu, stając się najmłodszym strzelcem w historii swojej reprezentacji i pierwszym graczem urodzonym w nowym tysiącleciu, który zdobył gola w meczu międzypaństwowym.